# Карстен Вольф
Карстен Вольф (нім. Carsten Wolf, 26 серпня 1964) — німецький велогонщик.
Срібний призер Олімпійських Ігор 1988 року в командній гонці переслідування на 4000 м.
Чемпіон світу з трекових велоперегонів 1989 року в командній гонці переслідування на 4000 м.